# Lorenzo Siegerist
Lorenzo Siegerist (Schaffhausen, Suiza; 17 de agosto de 1862 - Buenos Aires, Argentina; 14 de noviembre de 1938) fue un arquitecto suizo que trabajó principalmente en Argentina. Se destacó allí por la realización de obras que llevaron la influencia arquitectónica de Alemania a las ciudades como Buenos Aires.

## Vida
Nacido en 1862, estudió en la Escuela Politécnica de Stuttgart, en Alemania y se recibió en 1884. Sin embargo, no realizó trabajos en su tierra natal, sino que luego de casarse con Margarita Schwarz desembarcó en la capital argentina hacia 1887, adonde entró en contacto con la comunidad suiza en el país. Antes había pasado por Montevideo, Uruguay en colaboración con su compatriota S. Parcus, y allí dejó varias obras y ganó el primer premio en el Concurso para diseñar la Universidad de la República.
En 1902 se afilió a la Sociedad Central de Arquitectos, y más tarde colaboraría con la publicación "El Arquitecto", una de las primeras especializadas en ese campo en Argentina.
La mayor parte de sus obras las realizó en Buenos Aires y sus alrededores, sin embargo tiene un trabajo importante en Paraná, provincia de Entre Ríos. En la capital argentina realizó tanto edificios residenciales de renta y de oficinas, como viviendas particulares, panteones de cementerio y edificios industriales.
Durante 1920 trabajaron como dibujantes en su estudio de arquitectura los húngaros Jorge y Andrés Kálnay, futuros arquitectos de éxito.
Con Margarita tuvo cinco hijos y tres hijas. Falleció a los 76 años en 1938, y sus restos descansan en el Cementerio Alemán de Buenos Aires.

## Obras relevantes

### Montevideo
- Palacio Heber-Jackson, en Plaza Cagancha. (junto a S. Parcus, demolido en 1979. Actual Torre Libertad - arq. Pintos Risso)
- Establecimiento Médico Hidroterápico Termal de Emilio Reus (actual Museo de Arte Precolombino e Indígena), en 25 de Mayo 279. (junto a S. Parcus)
- Asilo Maternal, en Piedras 482. (junto a S. Parcus)

### Buenos Aires
- Edificio "La Hilandería" antigua hilandería Danubio (Moreno 1169/1195/Salta 286)
- Palacio Raggio, en Mariano Moreno esq. Bolívar
- Casa Principal de las Tiendas Gath y Chaves, en Florida esq. Bartolomé Mitre
- Hotel Victory, en Zapiola 1701 esq. Virrey del Pino (cancillería de la Embajada de Filipinas en Argentina entre 2012 y 2021)
- Casa Nocetti, en Perú 535/561. (actualmente Club "Museum")
- Belgrano-Schule (Colegio Alemán), en José Hernández 2247. (DEMOLIDO)
- Residencia Rodhe, en Avenida Las Heras esq. Scalabrini Ortiz. (DEMOLIDA)
- Edificio Wasserman y Cía., en México esq. Azopardo. (actual Editorial Atlántida)
- Edificio Dellazoppa S.A., en Chacabuco 167/175
- Barraca del Sr. J. Ford, utilizada por Armour, en Humberto 1º esq. Avenida Ingeniero Huergo
- Edificio residencial en Avenida Belgrano 2027/2029
- Edificio residencial en México 1478/1480
- Edificio residencial en Avenida Pueyrredón 567/573
- Edificio residencial en Chacabuco 163
- Hotel Metropol, en Bartolomé Mitre.[1]
- Trazado de la línea de tranvía subterráneo de la Compañía Anglo-Argentina de Tranvías (actual línea A del Subte)
- Su propia residencia privada en Avenida Forest 1701 (esq. Virrey del Pino)
- Bóveda José Bottaro y Familia, en el Cementerio de Recoleta

### Provincia de Entre Ríos

#### Paraná
- Teatro Municipal 3 de Febrero.[2]

#### Gualeguay
- Biblioteca Municipal "Carlos Mastronardi"
- Club Social Gualeguay, (Junto al Constructor Augusto Cesar Mochi)inaugurado en 1909

### Galería de imágenes

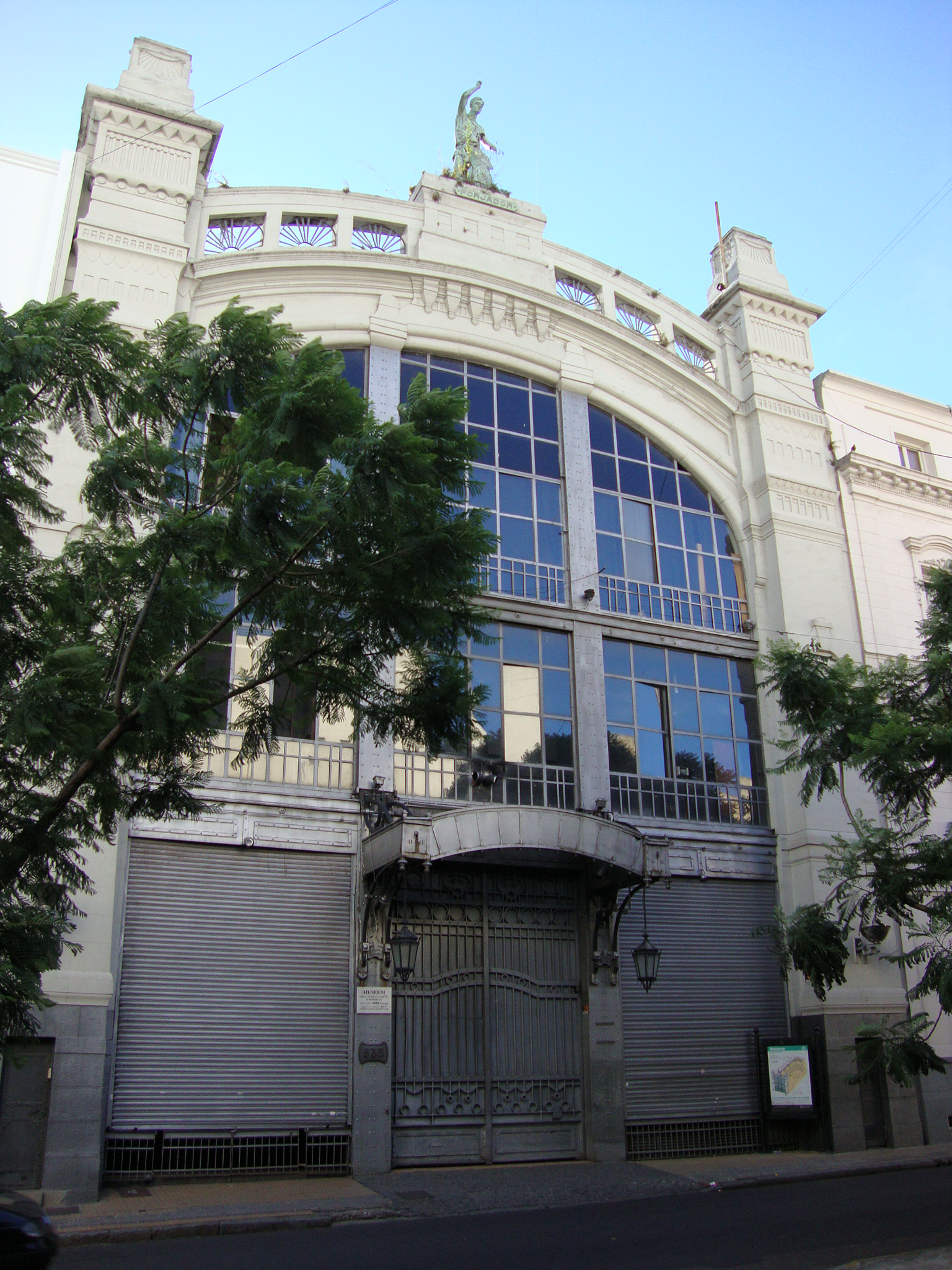
La Casa Nocetti (año 1894)